# Трибун ангустиклавий
Трибу́н ангустикла́вий (лат. Tribunus angusticlavius, мн. ч. Tribuni angusticlavii) — старший военный офицер римских легионов во времена поздней Римской республики и Принципата.
В каждом легионе имелось пять трибунов ангустиклавиев из сословия всадников. Чаще всего, это были профессиональные военные, которые занимали высокие административные посты в легионе, а во время боевых действий могли, при необходимости, командовать легионом. Им полагались туники с узкими пурпурными полосами (лат. angusticlava), откуда и происходит название должности.